# Lhotka (okres Jihlava)
Obec Lhotka (německy Klein Lhotta) se nachází v okrese Jihlava v Kraji Vysočina, 5,5 km severozápadně od Telče. Žije zde 99 obyvatel.

## Název
Název se vyvíjel od varianty Lhota (1385, 1399), Klein Lhotka (1678), Klein Lhotta (1718), Klein Lhota (1720, 1751), Klein Lhota, Malá Lhota a Lhotka (1846), Klein Lhotta a Malá Lhota (1872), Malá Lhotka (1881) až k podobě Lhotka v roce 1924. Místní jméno je zdrobnělinou slova Lhota, což znamenalo osadu založenou většinou na lesní půdě a do jisté lhůty osvobozenou od všech feudálních dávek a povinností.

## Historie
První písemná zmínka o obci pochází z roku 1385. Na konci 13. století byl na strmém skalnatém výběžku kopcovitého masivu „Vrch“ (724 m n. m.) postaven hrad Šternberk, lidově nazývaný Štamberk, pod nímž se v pozdějších letech utvářelo podhradí. Vzniklá obec dostala jméno Lhotka. Toto jméno značilo vesnici, která po svém osídlení splácela platy po lhůtách. Během husitských válek byl však hrad dobyt a zničen. Stalo se tak v roce 1423. Po roce 1580 náležela Lhotka k mrákotínské rychtě. Později celé panství přešlo pod správu města Telče. V současné době je Lhotka významným výletním místem.

### Správní začlenění obce od roku 1850
Do roku 1849 byla Lhotka součástí panství Telč v Jihlavském kraji. V letech 1850 až 1855 podléhala politické pravomoci Podkrajského úřadu v Dačicích a v soudní správě Okresnímu soudu v Telči. Po vzniku smíšených okresních úřadů s politickou a soudní pravomocí byla v letech 1855 až 1868 podřízena Okresnímu úřadu v Telči. Když byly roku 1868 veřejná správa a soudnictví opět odděleny, vrátila se pod politickou pravomoc Okresního hejtmanství v Dačicích a v soudnictví pod Okresní soud v Telči. Po osvobození v květnu 1945 náležela pod Okresní národní výbor v Dačicích a Okresní soud v Telči až do územní reorganizace na přelomu let 1948 a 1949, kdy byla přičleněna pod správní okres Třešť a v jeho rámci pod nově vzniklý Jihlavský kraj. Při další územní reorganizaci v polovině roku 1960 připadla pod správní okres Jihlava a Jihomoravský kraj, od roku 2000 je součástí Jihlavského kraje, resp. Kraje Vysočina. Po další reorganizaci státní správy spadá Lhotka od roku 2003 pod obec s rozšířenou působností (městský úřad) Telč. V roce 1971 byla Lhotka připojena pod obec Mrákotín, od roku 1991 je opět samostatnou obcí.

### Hospodářský vývoj obce
Ve 2. polovině 19. a v 1. polovině 20. století se většina obyvatelstva obce živila zemědělstvím. V roce 1900 byla výměra hospodářské půdy obce 216 ha. Živnosti k roku 1911 byly: 1 hostinský, 1 krejčí a 1 obchodník se smíšeným zbožím. V roku 1924 pak zde byl lesní revír velkostatku Telč Podstatských-Lichtenštejnů a ze živností 1 hostinský, 1 trafikant, 8 hospodařících rolníků.
Obec byla elektrifikována připojením na síť ZME Brno roku 1937. JZD bylo založeno roku1957, v roce 1966 bylo sloučeno do JZD Mrákotín. Nyní převládající zaměstnání: zemědělství a služby. Po roce 1945 bylo vybudováno: vodovod, kanalizace, plynofikace, hospodářské budovy JZD, požární zbrojnice, rodinné domky, upraveny rybníky na návsi.

## Přírodní poměry
Lhotka leží v okrese Jihlava v Kraji Vysočina. Nachází se 5,5 km severozápadně od Telče. Geomorfologicky obec leží na rozmezí Javořické a Křižanovské vrchoviny a jejich podcelků Jihlavské vrchy a Brtnická vrchovina, v jejichž rámci spadá pod geomorfologické okrsky Řásenská vrchovina a Třešťská pahorkatina. Průměrná nadmořská výška činí 583 metrů. Nejvyšší bod o nadmořské výšce 636 metrů leží západně od obce. Obcí protéká bezejmenný potok, který se východně od Lhotky vlévá do Částkovického potoka, který tvoří východní hranici katastru. Západní hranici tvoří potok Myslůvka a na ní ležící rybník Horní Mrzatec. Zde se nachází evropsky významná lokalita Horní Mrzatec, jež je chráněn pro Oligotrofní až mezotrofní stojaté vody nížinného až subalpínského stupně kontinentální a alpínské oblasti a horských poloh a jiných oblastí, s vegetací tříd Littorelletea uniflorae nebo Isoëto-Nanojuncetea. Směrem na Řásnou se nachází přírodní rezervace Štamberk a kamenné moře ceněná pro zachování původních lesních porostů Jihlavských vrchů a význačné geologické památky.

## Obyvatelstvo
Podle sčítání 1930 zde žilo v 38 domech 192 obyvatel. 192 obyvatel se hlásilo k československé národnosti. Žilo zde 184 římských katolíků a 8 evangelíků.
| Rok            | 1869 | 1880 | 1890 | 1900 | 1910 | 1921 | 1930 | 1950 | 1961 | 1970 | 1980 | 1991 | 2001 | 2011 |
| Počet obyvatel | 148  | 197  | 176  | 198  | 203  | 176  | 192  | 128  | 136  | 111  | 82   | 90   | 81   | 90   |

## Obecní správa a politika

### Místní části, členství ve sdruženích
Obec leží na katastrálním území Lhotka u Mrákotína. Lhotka je členem Sdružení obcí Vysočiny, Mikroregionu Telčsko a Místní akční skupiny Mikroregionu Telčsko.

### Zastupitelstvo a starosta
Obec má pětičlenné zastupitelstvo, v jehož čele stojí starosta Jan Janoušek.
| Období    | Voliči | Účast v % | Mandáty | Výsledky                      | Starosta     |
| --------- | ------ | --------- | ------- | ----------------------------- | ------------ |
| 2002–2006 | 65     | 87,69     | 5       | 4 KDU-ČSL 1 ČSSD              | Petr Novák   |
| 2006–2010 | 68     | 85,29     | 5       | 4 SNK Lhotka A 1 SNK Lhotka B | Petr Novák   |
| 2010–2014 | 73     | 72,60     | 5       | 5 SDRUŽENÍ LHOTKA 2010        | Jan Janoušek |
| 2014–2018 | 73     | 69,86     | 5       | 5 SNK Lhotka                  | Jan Janoušek |

## Hospodářství a doprava
V obci sídlí firma Agrika k.s.  Ve Lhotce se nalézají 2 hospody, 4 penziony, 2 malé kempy a 2 dřevozpracující provozy (pily). Obcí prochází silnice III. třídy č. 11260 z Řásné do Mrákotína. Dopravní obslužnost zajišťují dopravci ICOM transport, Radek Čech - Autobusová doprava a ČSAD Jindřichův Hradec. Autobusy jezdí ve směrech Dačice, Mrákotín, Telč, Strmilov, Studená, Jihlava, Jindřichův Hradec a Želetava.
Nejbližší železniční stanice je v Telči.

## Turistika
Obcí prochází cyklistické trasy č. 5124 z Moravských Budějovic na vrchol Javořice a č. 5021 z Kostelní Myslové na hrad Roštejn. Pro pěší je zde k dispozici zeleně značená turistická trasa z Telče na hrad Štamberk a modře značená trasa vedoucí z jihu přes Mrákotín na hrad Roštejn a dál na sever.

## Školství, kultura a sport
Místní děti dojíždějí do základní školy v Mrákotíně a Telči. Působí zde Sbor dobrovolných hasičů Lhotka. Na návsi je umístěno dětské hřiště, u domu č. 13 stojí zvonička a v horní polovině obce, ve svahu nad domem č. 19 jsou osazeny kamenné sluneční hodiny, jejichž kovové prvky připomínají ruční kamenické nářadí a jsou ručně kované. Spodní návesní rybníček, zvaný Farčák, hostí celoročně dva vodníky a mořskou pannu.

## Pamětihodnosti
- Zřícenina hradu Štamberk
- Kamenné moře
- Boží muka Nejsvětější Trojice z roku 1891
- Pomník občanům Lhotky, padlým v bojích 1. světové války